# 走茎华西龙头草
走茎华西龙头草（学名：Meehania fargesii var. radicans）为唇形科龙头草属下的一个变种。

## 扩展阅读
- 維基物種上的相關：走茎华西龙头草